# Aeroportul Nzagi
Aeroportul Nzagi (IATA: NZA, ICAO: FNZG) este un aeroport din Provincia Lunda Norte, Angola ce deservește zona Nzagi⁠(d). A fost numit după zona deservită.
Situat la o altitudine de 741 m, aeroportul dispune de o singură pistă.